# Wannabe (TV-serie)
För andra betydelser, se Wannabe (olika betydelser).
Wannabe var en svensk dokusåpa i tio delar som sändes på TV3. Serien hade premiär den 8 mars 2002. Serien gick ut på att skapa ett nytt framgångsrikt svenskt rockband. I serien fick man följa med från att bandet bildas genom auditions, hur det sedan får sitt namn, Tribal Ink, och när de åker ut på turné och ger ut en singel. I det sista avsnittet fick bandet reda på att de imponerat tillräckligt på ett skivbolag för att få ge ut en fullängdsskiva.
Programmet blev ingen succé och hade bara knappt hälften så många tittare som Kanal 5:s motsvarighet vid tiden, Popstars. Serien enda säsong sändes mellan åttonde mars och fjärde maj 2002.